# 睾酮环己甲基碳酸酯
睾酮环己甲基碳酸酯（英語： 或 ，商品名：Lontanyl）是一种有机化合物，化学式C
27H
40O
4，属于雄激素酯中的睾酮酯